# 梅村早江子
梅村 早江子（うめむら さえこ、1964年6月28日 - ）は、日本の政治家、社会運動家。日本共産党所属の元衆議院議員（1期）。本名：関口 早江子（せきぐち さえこ）。

## 略歴
愛知県名古屋市で生まれ、豊田市で育つ。愛知県立豊田西高等学校卒業。立命館大学Ⅰ部文学部卒業。2022年現在において、埼玉県蕨市在住。
高校時代に管理教育に疑問を抱く。大学進学後、学費値上げ反対や教育環境充実を訴える学生自治会の活動に感銘を受ける。日本共産党が戦争に反対する姿勢に共感し入党。民青同盟立命館大学1部地区委員長を務めた。教職を志していたが、大学卒業後は日本民主青年同盟（民青同盟）専従となった。民青同盟中央委員会副委員長、「消費税をなくす全国の会」事務局長、日本共産党准中央委員を歴任。党校則問題プロジェクトチーム責任者として「校則アンケート」の実施に携わった。2022年現在、「消費税をなくす全国の会」常任世話人、日本共産党中央委員、党人権委員会委員、党子どもの権利委員会責任者を務める。
2012年、第46回衆議院議員総選挙に比例北関東ブロック単独で出馬するも落選。2014年、第47回衆議院議員総選挙に比例北関東ブロック単独で出馬し、初当選。総務委員会、消費者問題に関する特別委員会に所属した。2017年、第48回衆議院議員総選挙に埼玉15区より出馬するも、比例復活もならず落選。
2019年の第25回参議院議員通常選挙に比例区から出馬するも落選。2021年、第49回衆議院議員総選挙に比例北関東ブロック単独で出馬し、落選。同年11月15日、共産党埼玉県委員会は翌年の第26回参議院議員通常選挙の埼玉県選挙区に梅村を擁立すると発表した。投票の結果15人中6位で落選した。
第50回衆議院議員総選挙の北関東ブロック比例代表予定候補となり、単独で出馬したが落選。

## 政策・主張

### 憲法
- 憲法改正について、2014年、2017年、2021年のアンケートで「どちらかといえば反対」と回答[10][11][12]。

- 2014年7月1日、政府は従来の憲法解釈を変更し、集団的自衛権の行使を容認することを閣議で決定[13]。この閣議決定を評価するかとの問いに対し、同年の朝日新聞社のアンケートで「まったく評価しない」と回答[10]。

- 憲法を改正し緊急事態条項を設けることについて、2021年の毎日新聞社のアンケートで「反対」と回答[14]。

### 外交・安全保障
- 安全保障関連法の成立について、2017年のアンケートで「評価しない」と回答[11]。

- 「他国からの攻撃が予想される場合には敵基地攻撃もためらうべきではない」との問題提起に対し、2021年のアンケートで「反対」と回答[12]。

- 「北朝鮮に対しては対話よりも圧力を優先すべきだ」との問題提起に対し、2017年、2021年のアンケートで「反対」と回答[11][12]。

- 普天間基地の辺野古移設について、2021年のアンケートで「反対」と回答[12]。

### ジェンダー
- 選択的夫婦別姓制度の導入について、2017年、2021年のアンケートで「賛成」と回答[11][12]。

- 同性婚を可能とする法改正について、2017年、2021年のアンケートで「賛成」と回答[11][12]。

- クオータ制の導入について、2021年の毎日新聞社のアンケートで「賛成」と回答[14]。

### その他
- アベノミクスについて、2017年のアンケートで「評価しない」と回答[11]。

- 安倍内閣による森友学園問題・加計学園問題への対応について、2017年のアンケートで「評価しない」と回答[11]。

- 森友学園を巡る公文書改竄問題で、財務省が開示を拒んでいた「赤木ファイル」が2021年6月22日、大阪地裁の命令によって公開された[15]。国の対応をどう考えるかとの問いに対し、2021年の毎日新聞社アンケートで「さらに調査や説明をすべき」と回答[14]。

- 「原子力発電所は日本に必要だと思うか」との問いに対し、2021年の毎日新聞社のアンケートで「必要ない」と回答[14]。

- 「治安を守るためにプライバシーや個人の権利が制約されるのは当然だ」との問題提起に対し、2017年のアンケートで「反対」と回答[11]。

- 首相の靖国神社参拝について、2017年のアンケートで「反対」と回答[11]。

- 特定秘密保護法の制定について、2014年の毎日新聞社のアンケートで「反対」と回答[16][リンク切れ]。

- 受動喫煙防止を目的に原則屋内禁煙とする健康増進法改正に賛成しており、2017年に行われた公開アンケートにおいて「子ども、がん患者、喘息患者はもとより、国民の健康を守るためにも、受動喫煙対策の抜本的強化が急務」と回答している[17]。

## 選挙歴
| 当落 | 選挙                     | 執行日         | 年齢 | 選挙区             | 政党       | 得票数     | 得票率 | 定数 | 得票順位 /候補者数 | 政党内比例順位 /政党当選者数 |
| ---- | ------------------------ | -------------- | ---- | ------------------ | ---------- | ---------- | ------ | ---- | ------------------ | ---------------------------- |
| 落   | 第46回衆議院議員総選挙   | 2012年12月16日 | 48   | 比例北関東ブロック | 日本共産党 | ーー票     | ーー   | 20   | /                  | 2/2                          |
| 当   | 第47回衆議院議員総選挙   | 2014年12月14日 | 50   | 比例北関東ブロック | 日本共産党 | ーー票     | ーー   | 20   | /                  | 2/2                          |
| 落   | 第48回衆議院議員総選挙   | 2017年10月22日 | 53   | 埼玉県第15区       | 日本共産党 | 3万9497票  | 19.81% | 1    | 3/4                | 2/1                          |
| 落   | 第25回参議院議員通常選挙 | 2019年07月21日 | 55   | 参議院比例区       | 日本共産党 | 1万5357票  | ーー   | 50   | /                  | 8/4                          |
| 落   | 第49回衆議院議員総選挙   | 2021年10月31日 | 57   | 比例北関東ブロック | 日本共産党 | ーー票     | ーー   | 19   | /                  | 2/1                          |
| 落   | 第26回参議院議員通常選挙 | 2022年07月10日 | 58   | 埼玉県選挙区       | 日本共産党 | 23万6899票 | 7.84%  | 4    | 6/15               | /                            |
| 落   | 第50回衆議院議員総選挙   | 2024年10月27日 | 60   | 比例北関東ブロック | 日本共産党 | ーー票     | ーー   | 19   | /                  | 2/1                          |